# Opel 16/35 PS
L'Opel 16/35 PS est une voiture de la catégorie luxueuse construite par Adam Opel KG de 1910 à 1911 pour succéder au modèle 15/24 PS.

## Historique et technologie
Le moteur était un moteur quatre cylindres d'une cylindrée de 4 084 cm³ (alésage × course = 100 mm × 130 mm), qui produisait 35 ch (25,7 kW) à 1 500 tr/min. Le moteur à commande latérale était refroidi par eau et une pompe centrifuge assurait la circulation du liquide de refroidissement. La puissance du moteur était transmise à l'essieu arrière via un embrayage à cône en cuir, une boîte de vitesses manuelle à quatre vitesses et un arbre à cardan. La vitesse maximale de la voiture était de 80 km/h.
Le cadre était constitué de profilés en U en tôle en acier. Les deux essieux rigides étaient suspendus à des ressorts à lames trois quarts elliptiques (semi-elliptiques sur le modèle précédent). Le frein de service agissait sur l’arbre de sortie de la transmission. Le frein à main a été conçu comme un frein à tambours agissant sur les roues arrière.
Il y avait quatre styles de carrosserie, une voiture de tourisme à quatre places, une torpédo, une berline quatre portes et un landaulet. La carrosserie phaéton à deux places de la prédécesseur n'était plus disponible. La variante la moins chère (la voiture de tourisme), coûtait 11 000 Reichsmark.
En 1911, la construction de la 16/35 PS est arrêtée. La successeur était le modèle 18/40 PS.